# Rugera (Tanzania)
Rugera è una circoscrizione rurale (rural ward) della Tanzania situata nel distretto di Karagwe, regione del Kagera. Conta una popolazione di 7 388 abitanti (censimento 2012).